# Erislandy Savón
Erislandy Savón Cotilla (Guantánamo, 21 de julio de 1990) es un boxeador amateur cubano de la categoría de los pesados. Es sobrino de Félix Savón.

## Carrera
Savón ganó los campeonatos mundiales juveniles del 2008.
En los campeonatos nacionales cubanos del mismo año perdió en semifinales frente a Osmay Acosta y fue descalificado en 2009.
Ganó su primer título adulto en 2009, en el campeonato Panamericano de Boxeo, contra Juan Hiracheta. Fue enviado en representación de su país al Campeonato Mundial Juvenil de Boxeo de 2009 en lugar del campeón nacional Robert Alfonso. Luego de avanzar dos rondas, perdería en la tercera frente a Roman Kapitonenko quien sería el vicecampeón del torneo.
En el Mundial de Boxeo de 2011, perdió frente al eventual campeón Magomedrasul Majidov, calificando a los Juegos Olímpicos de Londres 2012. 